# Gagauzia címere
Gagauzia címere az egyik hivatalos jelképe a zászló mellett a moldovai Gagauzia autonóm köztársaságnak.

Gagauzia címere

## A címer felépítése
Gagauzia címere egy címerpajzsból áll, alsó féltekéjén egy felkelő nap van kék éggel a háttérben. A címert búzakalászok veszik körül, melyeket a gagauz zászló fon körbe. A pajzs alatt szőlőtőkék helyezkednek el, utalva a terület hagyományos megélhetési módjára, a borászatra, felette pedig három aranyszínű ötágú csillag helyezkedik el. A címerben a felirat: "GAGAUZ YERI" (GAGAUZ KÖZTÁRSASÁG).

## Szerepe a közéletben
A címert Gagauzia kormányzata 1994-ben fogadta el hivatalosan, mely azóta is teljes körben elfogadott.